# Thorigné (Deux-Sèvres)
Pour les articles homonymes, voir Thorigné.
Thorigné est une commune déléguée d'Aigondigné et une ancienne commune du centre-ouest de la France située dans le département des Deux-Sèvres, en région Nouvelle-Aquitaine.

## Géographie
Située à 17 km à l'est de Niort, à 15 km à l'ouest de Melle et à 15 km au sud de Saint-Maixent-l'École, la commune appartient au canton de Celles-sur-Belle, au sud du département des Deux-Sèvres.

## Histoire
Le 1er janvier 2017, la commune de Thorigné a fusionné avec celle de Mougon pour former la nouvelle commune de Mougon-Thorigné.
Le 1er janvier 2019, Mougon-Thorigné fusionne à son tour avec Aigonnay et Sainte-Blandine pour former Aigondigné. Mougon devient le chef-lieu de cette commune nouvelle comptant quatre communes déléguées.

## Politique et administration
| Période   | Période       | Identité          | Étiquette | Qualité                                                      |
| --------- | ------------- | ----------------- | --------- | ------------------------------------------------------------ |
| 1790      |               | Jean-Jacques Proa |           |                                                              |
| 1971      | 1995          | Marcel Moreau     | PS        | Conseiller général du Canton de Celles-sur-Belle (1973-1979) |
| mars 2008 | décembre 2016 | Francis Proust    |           |                                                              |

| Période      | Période   | Identité         | Étiquette | Qualité |
| ------------ | --------- | ---------------- | --------- | ------- |
| janvier 2017 | mars 2019 | Francis Proust   |           |         |
| avril 2019   | mars 2020 | Dominique Parant |           |         |
| avril 2020   | En cours  | Patrick Trochon  |           |         |

## Démographie
L'évolution du nombre d'habitants est connue à travers les recensements de la population effectués dans la commune depuis 1793. À partir du 1er janvier 2009, les populations légales des communes sont publiées annuellement dans le cadre d'un recensement qui repose désormais sur une collecte d'information annuelle, concernant successivement tous les territoires communaux au cours d'une période de cinq ans. 
Pour les communes de moins de 10 000 habitants, une enquête de recensement portant sur toute la population est réalisée tous les cinq ans, les populations légales des années intermédiaires étant quant à elles estimées par interpolation ou extrapolation. Pour la commune, le premier recensement exhaustif entrant dans le cadre du nouveau dispositif a été réalisé en 2005,.
En 2014, la commune comptait 1 285 habitants, en évolution de +3,55 % par rapport à 2009 (Deux-Sèvres : +1,97 %, France hors Mayotte : +2,49 %).
| 1793 | 1800 | 1806 | 1821 | 1831 | 1836 | 1841 | 1846  | 1851  |
| ---- | ---- | ---- | ---- | ---- | ---- | ---- | ----- | ----- |
| 858  | 655  | 692  | 900  | 989  | 991  | 990  | 1 033 | 1 049 |

| 1856  | 1861 | 1866 | 1872 | 1876 | 1881  | 1886  | 1891  | 1896 |
| ----- | ---- | ---- | ---- | ---- | ----- | ----- | ----- | ---- |
| 1 043 | 985  | 999  | 985  | 973  | 1 033 | 1 067 | 1 006 | 995  |

| 1901 | 1906 | 1911 | 1921 | 1926 | 1931 | 1936 | 1946 | 1954 |
| ---- | ---- | ---- | ---- | ---- | ---- | ---- | ---- | ---- |
| 961  | 965  | 935  | 855  | 800  | 794  | 750  | 739  | 716  |

| 1962 | 1968 | 1975 | 1982 | 1990 | 1999 | 2005  | 2010  | 2014  |
| ---- | ---- | ---- | ---- | ---- | ---- | ----- | ----- | ----- |
| 681  | 641  | 642  | 843  | 914  | 997  | 1 140 | 1 267 | 1 285 |

## Culture locale et patrimoine

### Lieux et monuments
- Carrière de Cinq Coux : site d'intérêt géologique, aménagé pour la visite touristique et d'accès libre. situé dans la vallée du Lambon, le site permet l'observation, dans la coupe de la carrière, des couches du Jurassique, Toarcien et Bajocien. Il fait partie du réseau de sites "L'homme et la Pierre" ;
- Le site de la maison natale de Jean Migault : ruines du village à environ 1 km de Thorigné, aux Basses Touches, rappelant la mémoire de Jean Migault (1644-1707), instituteur protestant qui s'est illustré lors des dragonnades en 1670.
- Manoir de Conzais, de la fin du XVe ou du début du XVIe siècle. Inscrit à l'inventaire générale du patrimoine culturel[8]. En 2019, ses propriétaires, Aymeric et Auriane Richard ont reçu de la part des Vieilles maisons françaises (VMF) le prix Mélusine pour les travaux de restauration déjà réalisés.

### Personnalités liées à la commune
- Claude-René Thibaut de Noblet de La Rochethulon (1749-1821), général et homme politique né à Thorigné, député de la Vienne.
- Félix Coiffé (1833-1908), général de division, grand-croix de la Légion d'honneur, né à Thorigné.